# Kalāram
Kalāram (persiska: کلارم) är en ort i Iran.   Den ligger i provinsen Gilan, i den nordvästra delen av landet, 260 km nordväst om huvudstaden Teheran. Kalāram ligger 121 meter över havet och antalet invånare är 945.
Terrängen runt Kalāram är varierad.Runt Kalāram är det ganska tätbefolkat, med 124 invånare per kvadratkilometer. Närmaste större samhälle är Fūman, 9,0 km öster om Kalāram. I omgivningarna runt Kalāram växer i huvudsak blandskog.